# エジプト・アラビア語版ウィキペディア
エジプト・アラビア語版ウィキペディア（エジプト・アラビアごばんウィキペディア、アラビア語エジプト方言: ويكيبيديا مصرى [wikiˈbedjæ ˈmɑsˤɾi, wikiˈpidjæ] ⟨wykybydya mṣry⟩）は、アラビア語エジプト方言で記したフリーでオープンコンテンツの百科事典。マスリ版ともいう。このウィキペディアの役割は主にアラビア語のエジプト地方語話者を対象に、アラビア語版ウィキペディアに代わる百科事典を提供することにある。2020年時点でアラビア語方言としては初めての設立となり、同年7月に承認されたモロッコ・アラビア語版が続いた。
ウィキペディアのこの言語版は管理者7人を含め登録ユーザー263,577人、記事は1,627,803件を掲載する。
エジプトで利用されるウィキペディアの各言語版のうち、2020年6月時点のページビューを比較するとエジプト・アラビア語版は96万1000回と第3位で、アラビア語版（4400万）と英語版（1800万）に次ぐ。

## 沿革
エジプト・アラビア語版ウィキペディアの創設は2008年3月30日に提案されると、同年4月2日にウィキメディア・インキュベーターでプロジェクト開発に取りかかる。ウィキペディアのエジプト・アラビア語版創設者は Ghaly というユーザー名のウィキペディアンであった。"The Beginnings of Wikipedia Masry"（仮題『マスリー版ウィキペディアの始まり』）の著者イワン・パノビッチ博士はユーザー Ghaly を評してエジプトのアラビア語版ウィキペディアの「spirius movens」（精神運動家）と説明している。ウィキメディア財団元会長フローレンス・ドゥヴアールは母語で参加するウィキペディアンを財団は期待すると述べた。
設立の提案は2008年7月に財団の承認を受けると、ウィキマニア2008初日にアレクサンドリアで設立が公表される。同年11月24日、ドメイン新設によりインキュベーターから記事を移し替え、エジプト・アラビア語版ウィキペディアの作成が正式に始動した。
翌2009年には掲載記事4千件を数え、ウィキペディアンはエジプトの内外から参加した。原語で「マスリ版ウィキペディア」Masry Wikipedia と呼ばれ、2010年には記事約6千件を達成、前出のパノビッチ博士は同著作に「活動中の貢献者数こそまだかなり少ないが、投稿は増え続けると見ている」と記した。設立当初の記事の大部分は非常に短い「スタブ」であった。博士はこの言語版の編集者は「数を増やすことを優先し、後で内容が拡充されると期待」して記事の新規立項に走る傾向があると分析した。

## 原点
エジプト・アラビア語版の提案は、アラビア語版への寄稿を熱心に進めてきた大きな集団として、エジプト人ウィキペディアンの関心に基づいている。
その背後には、エジプト人が日常生活で使用する言語で百科事典を書き維持したいという願いがあり、エジプト人にとって読みやすく、またウィキペディアに貢献するように呼びかけるにしても、はるかに容易になると期待がこめられた。
パノビッチ博士によると「マスリ版はアラブやイスラムの国家主義とは一線を画していて、エジプトの領土ナショナリズムを支持し、特にエジプトがエジプトである証明を明白に求めている」と述べ、したがってそこには「心の安寧」が関わると述べた。エジプト・アラビア語版ウィキペディアンは「言語について過激で誤った考えすら受け入れ、広めようとして」いるように見えると言う。Ghaly という名の創設者はキリスト教徒であり、博士は「投稿やユーザーページから判断」すると関係者の数人もキリスト教徒であると言い、少数派グループは自己証明の議論において、より積極的になる傾向があると述べた 。

## 開発のなりゆき
国際標準化機構（ISO）分類が言語コードに地方語「arz」を設けている点をあげ、この言語版のウィキペディアンはエジプト・アラビア語すなわちマスリ版は独立言語という根拠のひとつとする。またこの地方語版で採用するのはカイリーン式の地方語である。
ウィキメディア財団の提案ページで述べた地方語版の設立趣旨によると、創設者がいだくマスリ版の概念とは「一般人の言葉で書かれ、エジプトのスラングと単純なアラビア語の混合物」であり、「エジプト方言話者に情報を伝える」という。英語版と比較するなら、現行のシンプル英語版ウィキペディアと同様の方法でアラビア語と対照できるとしている 。それに反論する一部のウィキペディアンは、シンプル・アラビア語版ウィキペディアを作るのならそう述べるべきだと提案を批判し、提案者は実際にシンプル・アラビア語版ウィキペディアを始めるつもりはないと応じた 。
2019年8月現在の収録記事数は2万件超に達し発展を続けており、さらに辞書としてエジプト・アラビア語版ウィクショナリー創設を目指してインキュベーターで開発段階に入っている。マスリ版は記事が百万件を超えた18番目の言語版として、2020年7月28日に承認を受けた。

## 反応
ウィキペディアのエジプト・アラビア語版は物議を醸し、支持者は世界の地方語版ウィキペディアの件数を指摘し、エジプト・アラビア語はアラビア語版の話者が多い変種であると主張した。反対派の主張ではエジプト地方語版の作成をアラビア語版ウィキペディアへの攻撃と認識し、標準アラビア語こそ媒体として標準とするべきであって、地方語版をわざわざ作成するのは時流に反するという。
エジプト・アラビア語版は当初から支持者と反対者の間で議論を呼び、提案の承認まで長く議論された。また meta.wikimedia 以外の他のウェブサイトでも論が戦われ 、標準言語と地方語の定義で割れた。エジプトのダイグロシアすなわち筆記用と日常会話用の言語の不一致を反映し、その件数と出現頻度は低くとも、エジプト地方語で著した文学作品は存在する（特に戯曲や詩） 。この言語版のプロジェクトが発展するにつれ、サイバー空間のアラビア語領域ではときどき、標準アラビア語、地方語および西ロマンス語の三位一体として表面化した。

### 賛成意見
Al-Ahram Hebdo（フランス語版週刊新聞）のアミラ・サミル記者はインターネット上で一部のエジプト人はプロジェクトを問題視しておらず、その根拠としてウィキメディア財団は独立した組織であり、したがってエジプト政府は特定の地方語の包含または除外を強制できないと報じた 。

### 反対意見
議論や批判はFacebookグループやブログ、フォーラムで見られる。前出のサミル記者によるとエジプト・アラビア語版に対して、標準アラビア語版への攻撃だと感じるオンラインユーザーが多いという。主な批判は方言を書き始めたせいでアラビア語の「劣化」が起こったという信念に関係がある。前出のパノビッチ博士はその批判を「その基盤には言語に関わる俗信がある」と指摘し、言語学的観点からまともな議論をしようにも「無駄骨」であるという。つまり批判する人々には、エジプト・アラビア語版の推進派の大部分はキリスト教徒だという認識があり、すなわちプロジェクトそのものがアラブ人の自己認識とイスラム教に敵対するという論点に注目し、パノビッチは「言うまでもないがマスリー版にユダヤ人陰謀説を投影する人すらいる」と記し、あるいはまた、わざわざ方言を強調するのはアラブ人の分割を狙った企てだとする説もある。サミール記者の見解では、一部の批評者はエジプト・アラビア語は言語として語義やその及ぶ範囲に規則がないから、百科事典を書く言語として適正でないと主張するという。
この言語版のウィキペディアは、提案段階から反論が強かった。努力を分散せず地域別方言ではないアラビア語版ウィキペディア開発にあたるべきことを指摘する人々も居た。